# Tigre-garou

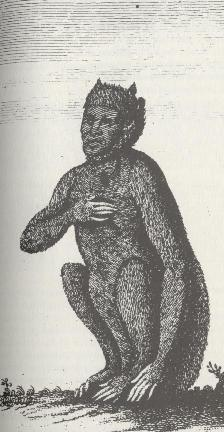
Gravure d'un tigre-garou datant du XVIIe siècle.

Le tigre-garou est une créature imaginaire du folklore malais. Le tigre-garou est un être humain capable de se transformer en tigre. Cette créature est très populaire à Java, et est fortement représentée dans la littérature et le septième art des pays asiatiques. En Europe, le tigre-garou est surtout connu comme un personnage du jeu de rôle Donjons et Dragons.

## Le tigre-garou dans la culture malaise
Le tigre-garou est considéré comme maléfique et doit être dissocié des différents esprits-gardiens incarnés en tigre ou des protecteurs des chamans. Le tigre-garou se reconnaîtrait par une rainure sur sa lèvre supérieure, et par ses pattes arrière aux talons inversés. Lors de la transformation, la tête de l'homme deviendrait la queue du tigre. Il deviendrait un tigre en brûlant de l'encens, en faisant une offrande puis en récitant une formule magique. L'homme retire ses vêtements, puis devient un tigre.
En tant qu'homme, le tigre-garou mangerait peu et ne pourrait pas devenir riche, mais vivrait très longtemps. Le tigre-garou est très populaire dans la littérature et le septième art de Java.
Sur l'île de Java, le tigre-garou est une légende très répandue dans le Kediri en particulier et dans le Java oriental en général. Le tigre-garou est souvent considéré comme la réincarnation d'un aristocrate décédé en exil dans la forêt de Lodoyo. La transformation en tigre est issue d'un savoir qui se transmet de génération en génération par des mantras, le premier tigre-garou étant, selon la légende, un homme ayant vécu dans la forêt de Lodoyo à l'époque du roi Djojoboyo. Lorsqu'un fait divers survient à propos d'un macan, la rumeur de la présence d'un tigre-garou se répand toujours à Java, même à la fin du XXe siècle. Robert Wessing rapporte ainsi que lorsqu'une panthère noire s'est introduite dans la régence de Situbondo, les rumeurs professant qu'il s'agissait d'un tigre-garou se sont rapidement répandues : le régent a dû faire empailler la dépouille pour la présenter à tout le monde pour faire taire les rumeurs.

## Culture populaire
Le tigre-garou est une figure du jeu de rôle Donjons et Dragons. Il apparaît dès la première édition Original Dungeons and Dragons de 1974, puis dans la première édition du Monster Manual en 1977. Le tigre-garou est un type de lycanthrope d'alignement neutre.
L'antagoniste du film d'horreur indien Junoon (en) est un tigre-garou.